# Adelhaid magyar királyné
Rajnai Adelhaid (németül: Adelheid von Rheinfelden; 1060-as évek – 1090. május) sváb hercegnő, I. László magyar királlyal kötött házassága révén Magyarország királynéja ~1078 és 1090 között.

## Élete
Az 1060-as években született Rajnai Rudolf sváb herceg, később német ellenkirály második, Savoyai Adelhaid grófnővel kötött házasságából. Nagynénje, Savoyai Berta IV. Henrik német-római császár felesége volt. 
Adelhaid 1078 körül I. László magyar király felesége lett, miután László támogatta az ellenkirályként fellépő Rudolf küzdelmét IV. Henrik császárral szemben. László azonban rossz irányba kötelezte el magát, mert bár Rudolf 1080-ban győzelmet aratott Henrik felett a hohenmölseni csatában, súlyos sebesülésébe hamarosan belehalt. Adelhaid ekkor teljesen elárvult, anyja egy évvel korábban halt meg. 
László és Adelhaid házasságából feltehetően két leány származott:
- Piroska (Eiréné) (1088–1134), Komnénosz II. János bizánci császár felesége
- ismeretlen nevű leány (?–?), 1091 körül Jaroszláv orosz herceg felesége lett

Adelhaid 1090 májusában halt meg, férje öt évvel élte őt túl. Akaratával ellentétben nem a fekete-erdei Szent Balázs-apátságban, hanem Veszprémben temették el. A székesegyházban fennmaradt sírkövének antikizáló reneszánsz feliratát Bonfini őrizte meg: „Ladislai regis consortum hic ossa quiescunt.” („Itt László, a király felesége csontjai vannak.”). A királyné hamvai Veszprémben maradtak, a sírkő azonban már a 18. században a felvidéki Makranc újkori templomába került. Adelhaid nevét az anyja emlékére készített drágaköves kereszt és a leánya, Piroska által alapított bizánci Pantokrátor-kolostoregyüttes őrzi.